# Екманвил
Екманвил (фр. Hecmanville) насеље је и општина у северној Француској у региону Горња Нормандија, у департману Ер која припада префектури Берне.
По подацима из 2011. године у општини је живело 145 становника, а густина насељености је износила 48,49 становника/km². Општина се простире на површини од 2,99 km². Налази се на средњој надморској висини од 165 метара (максималној 161 m, а минималној 135 m).

## Демографија
| 1962. | 1968. | 1975. | 1982. | 1990. | 1999. | 2011. |
| ----- | ----- | ----- | ----- | ----- | ----- | ----- |
| 49    | 61    | 58    | 86    | 70    | 104   | 145   |

График промене броја становника у току последњих година